# Сусаэта, Маркель
Ма́ркель Сусаэ́та Ласкура́ин (баск. Markel Susaeta Laskurain; род. 14 декабря 1987, Эйбар, Страна Басков) — бывший испанский футболист, вингер.

## Карьера
Сусаэта дебютировал за «Атлетик Бильбао» 2 сентября 2007 года в матче против «Барселоны». Матч закончился со счётом 3:1 в пользу каталонцев, а Сусаэта записал на свой счёт единственный гол «Атлетика».
В следующих сезонах Сусаэта завоевал место в стартовом составе «Атлетика». 31 января 2009 года он, забив гол на 86-й минуте, принёс победу баскам в матче против «Малаги».
15 января 2020 года Сусаэта перешёл в австралийскую Эй-лигу, подписав контракт с клубом «Мельбурн Сити» на оставшуюся часть сезона 2019/20.
18 ноября 2020 года Сусаэта подписал контракт с новичком Эй-лиги «Макартур», где воссоединился с одноклубником по «Атлетику» Беньятом.

## Достижения
«Атлетик Бильбао»
- Финалист Лиги Европы: 2011/12
- Финалист Кубка Испании: 2008/09, 2011/12, 2014/15
- Обладатель Суперкубка Испании: 2015